# Campeonato Mundial de Boxeo Aficionado de 2025
El XXIII Campeonato Mundial de Boxeo Aficionado se celebrará en Liverpool (Reino Unido) entre el 4 y el 14 de septiembre de 2025 bajo la organización de World Boxing y la Federación Británica de Boxeo.
Las competiciones se realizarán en el M&S Bank Arena de la ciudad inglesa.